# Dagoberto Quesada
Dagoberto Quesada (6 ottobre 1987) è un calciatore cubano.

## Carriera
Ha esordito con la Nazionale cubana nel 2010, giocando 7 partite sino al 2011.